# Dirk Uittenbogaard
Dirk Uittenbogaard (Amsterdã, 8 de maio de 1990) é um remador neerlandês, medalhista olímpico.

## Carreira
Uittenbogaard competiu nos Jogos Olímpicos de 2016, no Rio de Janeiro, onde conquistou a medalha de bronze com a equipe dos Países Baixos no oito com. Ganhou o ouro no skiff quádruplo em Tóquio 2020, ao lado do Abe Wiersma, Koen Metsemakers e Tone Wieten.